# Asperula virgata
Asperula virgata är en måreväxtart som beskrevs av Hub.-mor., Friedrich Ehrendorfer och Schönb.-tem.. Asperula virgata ingår i släktet färgmåror, och familjen måreväxter. Inga underarter finns listade i Catalogue of Life.